# 바르셀로나 동물원

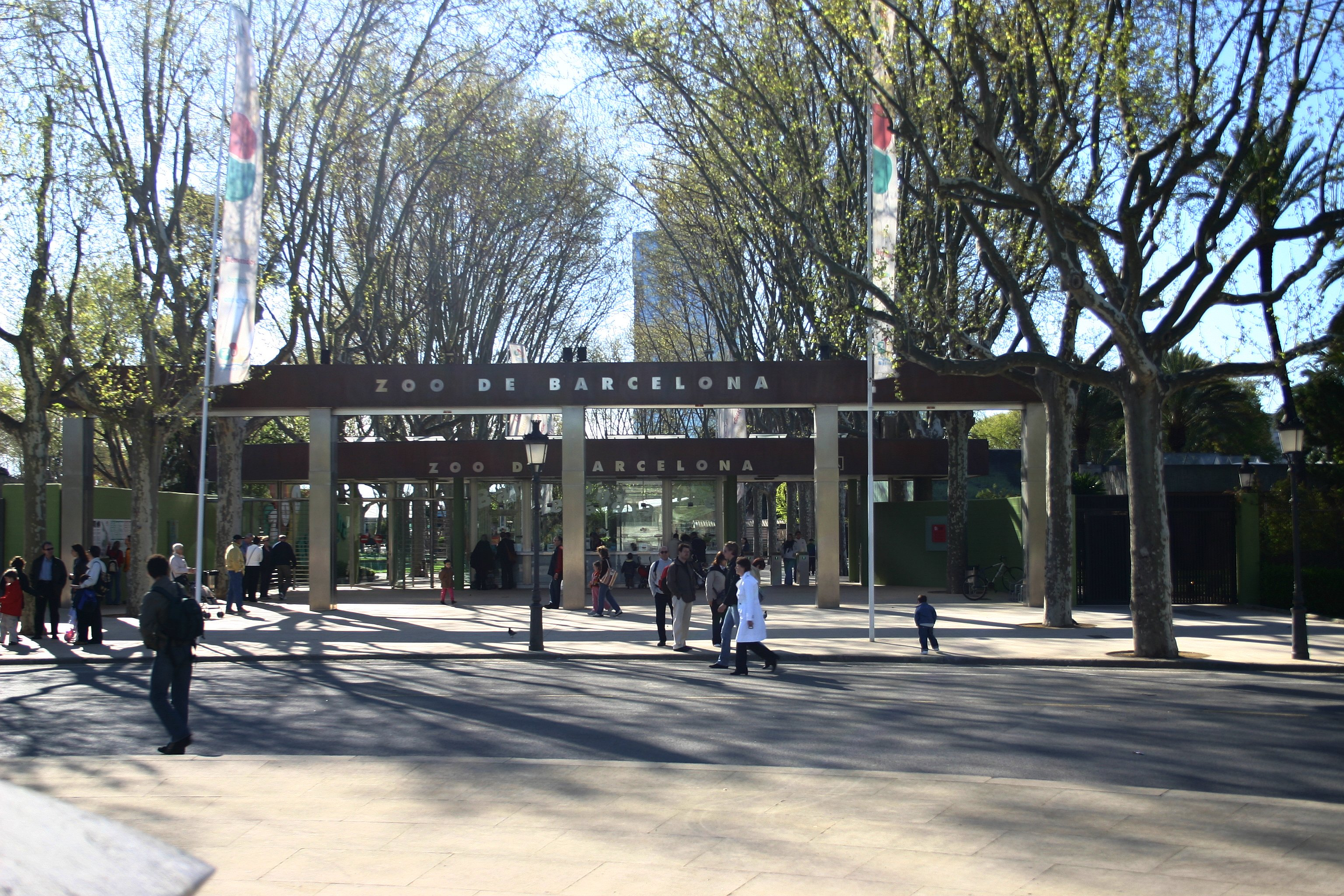
바르셀로나 동물원

바르셀로나 동물원(카탈루냐어: Parc Zoològic de Barcelona, 스페인어: Parque Zoológico de Barcelona)은 스페인 바르셀로나에 있는 동물원이다. 13 헥타르의 원내에는 400여 종, 7500여 동물이 있으며, 흰색 고릴라 코피토 데 니에베가 있던 동물원으로도 유명하다.